# Каншин, Николай Николаевич
Никола́й Никола́евич Ка́ншин (18 августа 1927, Томск, Сибирский край, РСФСР, СССР — 5 мая 2010) — советский и российский хирург, доктор медицинских наук (1967), профессор (1970), заведующий клиникой хирургии Центральной научно-исследовательской лаборатории Четвёртого главного управления при Минздраве СССР (1968—1970), руководитель отделения неотложной хирургии органов грудной полости НИИ скорой помощи имени Н. В. Склифосовского (1970—1980), отделения профилактики и лечения гнойных осложнений в хирургии НИИ скорой помощи имени Н. В. Склифосовского (1980—2010), лауреат Государственной премии СССР (1984), Заслуженный изобретатель Российской Федерации.

## Биография
Николай Николаевич Каншин родился 18 августа 1927 года в Томске, Сибирский край, РСФСР, СССР. В 1951 году окончил 1-й Московский медицинский институт, после чего в течение 2 лет проходил обучение в клинической ординатуре на кафедре госпитальной хирургии Томского медицинского института под руководством А. Г. Савиных, затем обучался в аспирантуре в Москве под руководством академика Б. В. Петровского. В 1963 году Каншин защитил кандидатскую диссертацию, а в 1967 году — докторскую диссертацию.
С 1968 по 1970 год Каншин заведовал клиникой хирургии Центральной научно-исследовательской лаборатории Четвёртого главного управления при Минздраве СССР. В 1970 году он начал работать в НИИ скорой помощи имени Н. В. Склифосовского: в течение первых 10 лет был руководителем отделения неотложной хирургии органов грудной полости, а с 1980 года возглавил отделение профилактики и лечения гнойных осложнений в хирургии.
Скончался 5 мая 2010 года на 83-м году жизни после продолжительной болезни. Похоронен на Ваганьковском кладбище.

## Вклад в медицинскую науку
Н. Н. Каншин является автором более 250 научных работ, в том числе, нескольких монографий; ему принадлежат 65 авторских свидетельств и патентов на изобретения в области медицины.
Н. Н. Каншин, вместе с Б. В. Петровским, являлся основоположником нового направления в отечественной хирургии — антирефлюксной хирургии. В 1962 году Каншин разработал оригинальный способ операции при укорочении пищевода, являвшийся альтернативой гастропластике J. Collis и получивший название клапанной гастропликации. Суть этого способа оперативного вмешательства заключалась в сужении кардиального отдела желудка гофрирующими швами с формированием таким образом из неё трубки, которая, являясь продолжением пищевода, как бы восстанавливала его необходимую длину. Сформированный в результате «неоэзофагус» погружался в широкую складку стенки желудка, как при циркулярной фундопликации. В защищённой Н. Н. Каншиным 1967 году докторской диссертации был обобщён опыт 110 хирургических вмешательств по реконструкции желудочно‑пищеводного перехода.
Н. Н. Каншиным и Б. В. Петровским в 1967 году была разработана классификация параэзофагеальных грыж пищеводного отверстия диафрагмы, согласно которой грыжи разделялись на фундальные, антральные, кишечные, кишечно-желудочные и сальниковые.
Под руководством Каншина интенсивно разрабатывались методы активного дренирования гнойников грудной клетки различной локализации. Он успешно создавал и осуществлял внедрение в практику различных устройств, обеспечивающих механическое соединение тканей, в их числе — современных аппаратов для наложения компрессионных анастомозов на органы желудочно-кишечного тракта. За эту работу в 1984 году он был удостоен Государственной премии СССР.